# Chiesa di San Michele Arcangelo (Villaromagnano)
La chiesa di San Michele Arcangelo è la parrocchiale di Villaromagnano, in provincia di Alessandria e diocesi di Tortona; fa parte del vicariato di Tortona.

## Storia
Verso la fine del Settecento l'antica chiesa di Villaromagnano versava in condizioni così disastrose da essere inutilizzabile; l'autorità ecclesiastica impose allora la riparazione dell'edificio entro due anni, pena la soppressione della parrocchia e il suo accorpamento a quella di Carbonara.
Dunque, nel 1786 venne posta la prima pietra della nuova parrocchiale; l'edificio, in stile barocco, fu portato a compimento nel 1792 e nel 1802 si provvide ad erigere il campanile.
La facciata venne completata nel biennio 1925-26 e nel 1955 si procedette al rifacimento dell'altare maggiore e alla posa del nuovo pavimento, poi rinnovato nel 1974; l'anno successivo la chiesa fu adeguata alle norme postconciliari mediante l'aggiunta dell'ambone e dell'altare rivolto verso l'assemblea.
La copertura della zona del presbiterio venne sostituita nel 1980 e il tetto venne interessato da un intervento di revisione nel 1991.

## Descrizione

### Esterno
La facciata a capanna della chiesa, rivolta a nordovest, presenta al centro il portale d'ingresso, sormontato dal timpano semicircolare, e una finestra ed è scandita da quattro lesene sorreggenti la trabeazione aggettante, sopra la quale si imposta un basso ordine, anch'esso tripartito da lesene.
Annesso alla parrocchiale è il campanile a base quadrata, la cui cella presenta su ogni lato una monofora affiancata da colonnine ed è coperta dal coronamento circolare.

### Interno
L'interno dell'edificio, la cui pianta è a croce greca, si compone di un'unica navata, sulla quale si affacciano i bracci del transetto e le cui pareti sono scandite da lesene sorreggenti la trabeazione sopra la quale si imposta la cupola; al termine dell'aula si sviluppa il presbiterio, rialzato di alcuni gradini e chiuso dall'abside semicircolare.